# Vårstar
Vår-Star (Carex caryophyllea) er et 5-30 cm højt halvgræs, der vokser på overdrev og skrænter.

## Beskrivelse
Vår-Star er en flerårig urt med en kort krybende jordstængel og oprette skud med grundstillede blade. Blomsterstanden består af et enkelt hanaks og et par hunaks, begge med brunlige dækskæl. Frugthylstret er dunhåret og har et fedtholdigt væv ved basis, hvilket gør den tiltrækkende for myrer.

## Udbredelse
Europa og det sydlige Sibirien.

## Habitat
Vår-Star findes på tørt græsland.
| Portal | Portal:Botanik |